# 合利镇
合利镇是中国江苏省盐城市阜宁县下辖的一个镇。

## 行政区划
合利镇下辖以下行政区：
合利居委会、许合村、两河村、三岔村、大王村、射南村、双港村、兴东村、邹圩村、北汛村、老沙村、阜东村